# Shirley Verrett
Shirley Verrett (Nova Orleães, Estados Unidos, 31 de maio de 1931 — Ann Arbor, 5 de novembro de 2010) foi uma soprano e mezzo-soprano estadunidense da segunda metade do século XX. Verrett foi uma das mais famosas mezzos do século XX , conhecida pela transição de seus papéis do repertório de mezzo para o soprano.

## Biografia
Apesar de mostrar talento para a música desde a infância, Shirley Verrett teve uma educação estritamente religiosa, pois seus pais eram adventistas. Sem contar com o apoio da família para a carreia lírica, mudou-se para estudar na famosa Juilliard School de Nova York. Sua estreia operística deu-se em 1957, no papel de Lucretia em The Rape of Lucretia, de Benjamin Britten. Sua estreia internacional teria lugar em Colônia dois anos mais tarde, em Rasputins Tod, de Nicholas Nabokov.
Em 1962, Shirley Verrett destacou-se como Carmén (Bizet) no Festival de Spoleto. Seguiram-se diversas estreias em teatros importantes neste papel - Bolshoy (1963), La Scala (1964), Metropolitan Opera (1968) e Convent Garden (1973). A partir de então, passou a realizar apresentações regulares nestas e em outras casas de espetáculo de renome, tais como o Wiener Staatsoper, o Opéra de Paris e a San Francisco Opera. A cantora retirou-se dos palcos em 1990.
Verrett também tornou-se uma figura notória na luta pelos direitos civis nos Estados Unidos. Ao longo de sua carreira, foi protagonista de inúmeros incidentes envolvendo preconceito racial. O mais notável teve lugar em 1959, quando a cantora teve de declinar um convite do maestro Leopold Stokowski, com quem trabalhara ainda como aluna da Juilliard School, para apresentar-se em Houston, porque a orquestra sinfônica da cidade recusou-se a tocar tendo uma negra no papel principal de uma ópera.
Shirley Verrett faleceu na sexta-feira, dia 5 de novembro de 2010, aos 79 anos de idade

## Características
Um dos traços mais notáveis da carreira de Verrett é sua incrível versatilidade. Seu repertório é bastante incomum no cenário operístico internacional, e inclui o bel canto (La Favorita e Maria Stuarda, de Donizetti), algumas obras-primas de Verdi (Macbeth, Un Ballo in Maschera, Don Carlo, Rigoletto), o gran opéra francês (L'Africaine, de Meyerbeer) a até mesmo óperas de compositores contemporâneos, como o supra-citado Britten.
Com uma extensão vocal excepcional, que recobria tanto o alcance de um mezzo-soprano quanto o de um soprano dramático, Verrett também destacou-se por ter interpretado, em mais de uma ópera, dois papéis de registros vocais diferentes, tais como a Amneris ou a Aida de Verdi, ou a Adalgisa e a Norma, de Vincenzo Bellini. Em 23 de outubro de 1973, entrou para a história do canto lírico ao desempenhar, na mesma récita, as duas heroínas de Les Troyens (Berlioz), Cassandra e Dido, após Christa Ludwig, que teria sido sua parceira de palco, ter adoecido.
Além de possuir uma voz brilhante e potente, Verrett também recebeu menções elogiosas da crítica especializada por suas habilidades dramáticas, demonstradas em papéis de intenso teor dramático, tais como Lady Macbeth ou Dalila em Samson et Dalila (Saint-Saëns).

## Repertorio
| Ruolo               | Titolo                       | Autore      |
| ------------------- | ---------------------------- | ----------- |
| Judith              | Il castello di Barbablù      | Bartók      |
| Leonora             | Fidelio                      | Beethoven   |
| Adalgisa Norma      | Norma                        | Bellini     |
| Cassandre Didon     | Les Troyens                  | Berlioz     |
| Carmen              | Carmen                       | Bizet       |
| Lucretia            | The Rape of Lucretia         | Britten     |
| Medée               | Medée                        | Cherubini   |
| Giovanna Seymour    | Anna Bolena                  | Donizetti   |
| Maffio Orsini       | Lucrezia Borgia              | Donizetti   |
| Elisabetta I        | Maria Stuarda                | Donizetti   |
| Leonora di Guzman   | La Favorita                  | Donizetti   |
| Orfeo               | Orfeo ed Euridice            | Gluck       |
| Alceste             | Alceste                      | Gluck       |
| Iphigénie           | Iphigénie en Aulide          | Gluck       |
| Santuzza            | Cavalleria rusticana         | Mascagni    |
| Selika              | L'Africaine                  | Meyerbeer   |
| Madame Lidoine      | Les dialogues des Carmelites | Poulenc     |
| Floria Tosca        | Tosca                        | Puccini     |
| Neocle              | L'assedio di Corinto         | Rossini     |
| Sinaïde             | Moïse et Pharaon             | Rossini     |
| Dalila              | Samson et Dalila             | Saint-Saëns |
| Jocasta             | Oedipus rex                  | Stravinskij |
| Lady Macbeth        | Macbeth                      | Verdi       |
| Federica            | Luisa Miller                 | Verdi       |
| Maddalena           | Rigoletto                    | Verdi       |
| Azucena             | Il trovatore                 | Verdi       |
| Amelia Ulrica       | Un ballo in maschera         | Verdi       |
| Principessa d'Eboli | Don Carlo                    | Verdi       |
| Aida Amneris        | Aida                         | Verdi       |
| Desdemona           | Otello                       | Verdi       |

## Gravações
Entre as gravações de Shirley Verrett, destacam-se:
- Verdi, Don Carlo. Com Plácido Domingo, Montserrat Caballé e Sherrill Milnes. Regência de Carlo Maria Giulini. Convent Garden, 1970.
- Donizetti, Maria Stuarda. Com Montserrat Caballé, Raffaele Arie. Regência de Carlo Felice Cillario. La Scala, 1971.
- Bizet, Carmén. Com Anne Pashley, Kiri Te Kanawa. Regência de Georg Solti. Convent Garden, 1973.
- Verdi, Macbeth. Com Piero Cappuccilli e Nicolai Ghiaurov. Regência de Claudio Abbado. La Scalla, 1975.